# Screen Actors Guild Awards 2015
Screen Actors Guild Awards 2015 var den 21:a upplagan av Screen Actors Guild Awards som belönade skådespelarinsatser i filmer och TV-produktioner från 2014. Galan hölls vid Shrine Auditorium i Los Angeles, Kalifornien den 25 januari 2015.

## Vinnare och nominerade
Vinnarna listas i fetstil.

### Film
| Bästa manliga huvudroll | Bästa kvinnliga huvudroll |
| --- | --- |
| - Eddie Redmayne – The Theory of Everything - Steve Carell – Foxcatcher - Benedict Cumberbatch – The Imitation Game - Jake Gyllenhaal – Nightcrawler - Michael Keaton – Birdman | - Julianne Moore – Still Alice - Jennifer Aniston – Cake - Felicity Jones – The Theory of Everything - Rosamund Pike – Gone Girl - Reese Witherspoon – Wild |
| Bästa manliga biroll | Bästa kvinnliga biroll |
| - J.K. Simmons – Whiplash - Robert Duvall – The Judge - Ethan Hawke – Boyhood - Edward Norton – Birdman - Mark Ruffalo – Foxcatcher | - Patricia Arquette – Boyhood - Keira Knightley – The Imitation Game - Emma Stone – Birdman - Meryl Streep – Into the Woods - Naomi Watts – St. Vincent     |
| Bästa rollbesättning i en film | |
| - Birdman – Zach Galifianakis, Michael Keaton, Edward Norton, Andrea Riseborough, Amy Ryan, Emma Stone och Naomi Watts - Boyhood – Patricia Arquette, Ellar Coltrane, Ethan Hawke och Lorelei Linklater - The Grand Budapest Hotel – F. Murray Abraham, Mathieu Amalric, Adrien Brody, Willem Dafoe, Ralph Fiennes, Jeff Goldblum, Harvey Keitel, Jude Law, Bill Murray, Edward Norton, Tony Revolori, Saoirse Ronan, Jason Schwartzman, Léa Seydoux, Tilda Swinton, Tom Wilkinson och Owen Wilson - The Imitation Game – Matthew Beard, Benedict Cumberbatch, Charles Dance, Matthew Goode, Rory Kinnear, Keira Knightley, Allen Leech och Mark Strong - The Theory of Everything – Charlie Cox, Felicity Jones, Simon McBurney, Eddie Redmayne, David Thewlis och Emily Watson | |
| Bästa stuntensemble i en film | |
| - Unbroken - Fury - Get on Up - Hobbit: Femhäraslaget - X-Men: Days of Future Past | |

### Television
| Bästa manliga skådespelare i en dramaserie | Bästa kvinnliga skådespelare i en dramaserie |
| --- | --- |
| - Kevin Spacey – House of Cards - Steve Buscemi – Boardwalk Empire - Peter Dinklage – Game of Thrones - Woody Harrelson – True Detective - Matthew McConaughey – True Detective | - Viola Davis – How to Get Away with Murder - Claire Danes – Homeland - Julianna Margulies – The Good Wife - Tatiana Maslany – Orphan Black - Maggie Smith – Downton Abbey - Robin Wright – House of Cards |
| Bästa manliga skådespelare i en komediserie | Bästa kvinnliga skådespelare i en komediserie |
| - William H. Macy – Shameless - Ty Burrell – Modern Family - Louis C.K. – Louie - Jim Parsons – The Big Bang Theory - Eric Stonestreet – Modern Family | - Uzo Aduba – Orange Is the New Black - Julie Bowen – Modern Family - Edie Falco – Nurse Jackie - Julia Louis-Dreyfus – Veep - Amy Poehler – Parks and Recreation                                          |
| Bästa manliga skådespelare i en TV-film eller miniserie | Bästa kvinnliga skådespelare i en TV-film eller miniserie |
| - Mark Ruffalo – The Normal Heart - Adrien Brody – Houdini - Benedict Cumberbatch – Sherlock - Richard Jenkins – Olive Kitteridge - Billy Bob Thornton – Fargo | - Frances McDormand – Olive Kitteridge - Ellen Burstyn – Flowers in the Attic - Maggie Gyllenhaal – The Honourable Woman - Julia Roberts – The Normal Heart - Cicely Tyson – The Trip to Bountiful         |
| Bästa rollbesättning i en dramaserie | |
| - Downton Abbey – Hugh Bonneville, Laura Carmichael, Jim Carter, Brendan Coyle, Michelle Dockery, Kevin Doyle, Joanne Froggatt, Lily James, Rob James-Collier, Allen Leech, Phyllis Logan, Elizabeth McGovern, Sophie McShera, Matt Milne, Lesley Nicol, David Robb, Maggie Smith, Ed Speleers, Cara Theobold och Penelope Wilton - Boardwalk Empire – Steve Buscemi, Paul Calderon, Nicholas E. Calhoun, Louis Cancelmi, John Ellison Conlee, Michael Countryman, Stephen Graham, Domenick Lombardozzi, Nolan Lyons, Kelly Macdonald, Boris McGiver, Vincent Piazza, Paul Sparks, Travis Tope, Shea Whigham, Anatol Yusef och Michael Zegen - Game of Thrones – Josef Altin, Jacob Anderson, John Bradley, Dominic Carter, Gwendoline Christie, Emilia Clarke, Nikolaj Coster-Waldau, Ben Crompton, Charles Dance, Peter Dinklage, Natalie Dormer, Nathalie Emmanuel, Iain Glen, Julian Glover, Kit Harington, Lena Headey, Conleth Hill, Rory McCann, Ian McElhinney, Pedro Pascal, Daniel Portman, Mark Stanley, Sophie Turner och Maisie Williams - Homeland – Numan Acar, Nazanin Boniadi, Claire Danes, Rupert Friend, Raza Jaffrey, Nimrat Kaur, Tracy Letts, Mark Moses, Michael O'Keefe, Mandy Patinkin, Laila Robins och Maury Sterling - House of Cards – Mahershala Ali, Jayne Atkinson, Rachel Brosnahan, Derek Cecil, Nathan Darrow, Michel Gill, Joanna Going, Sakina Jaffrey, Michael Kelly, Mozhan Marnò, Gerald McRaney, Molly Parker, Jimmi Simpson, Kevin Spacey och Robin Wright | |
| Bästa rollbesättning i en komediserie | |
| - Orange Is the New Black – Uzo Aduba, Jason Biggs, Danielle Brooks, Laverne Cox, Jackie Cruz, Catherine Curtin, Lea DeLaria, Beth Fowler, Yvette Freeman, Germar Terrell Gardner, Kimiko Glenn, Annie Golden, Diane Guerrero, Michael Harney, Vicky Jeudy, Julie Lake, Lauren Lapkus, Selenis Leyva, Natasha Lyonne, Taryn Manning, Joel Marsh Garland, Matt McGorry, Adrienne C. Moore, Kate Mulgrew, Emma Myles, Jessica Pimentel, Dascha Polanco, Alysia Reiner, Judith Roberts, Elizabeth Rodriguez, Barbara Rosenblat, Nick Sandow, Abigail Savage, Taylor Schilling, Constance Shulman, Dale Soules, Yael Stone, Lorraine Toussaint, Lin Tucci och Samira Wiley - The Big Bang Theory – Mayim Bialik, Kaley Cuoco, Johnny Galecki, Simon Helberg, Kunal Nayyar, Jim Parsons och Melissa Rauch - Brooklyn Nine-Nine – Stephanie Beatriz, Dirk Blocker, Andre Braugher, Terry Crews, Melissa Fumero, Joe Lo Truglio, Joel McKinnon Miller, Chelsea Peretti och Andy Samberg - Modern Family – Aubrey Anderson-Emmons, Julie Bowen, Ty Burrell, Jesse Tyler Ferguson, Nolan Gould, Sarah Hyland, Ed O'Neill, Rico Rodriguez, Eric Stonestreet, Sofía Vergara och Ariel Winter - Veep – Sufe Bradshaw, Anna Chlumsky, Gary Cole, Kevin Dunn, Tony Hale, Julia Louis-Dreyfus, Reid Scott, Timothy Simons och Matt Walsh | |
| Bästa stuntensemble i en TV-serie | |
| - Game of Thrones - 24: Live Another Day - Boardwalk Empire - Homeland - Sons of Anarchy - The Walking Dead | |

### Screen Actors Guild Life Achievement Award
- Debbie Reynolds